# Prince Buaben
Prince Christian Buaben Abankwah est un footballeur ghanéen, né le 23 avril 1988 à Akosombo au Ghana.

## Biographie
Le 16 mai 2011, il quitte Dundee et signe à Watford, club anglais de deuxième division le 14 juillet 2011.
Le 17 juillet 2014 il rejoint Hearts of Midlothian.

## Palmarès
Dundee United
- Coupe d'Écosse
  - Vainqueur (1) : 2010
- Coupe de la Ligue
  - Finaliste : 2008

 Hearts FC 
- Vainqueur du Championnat d'Écosse D2 en 2015